# Green Dolphin Street

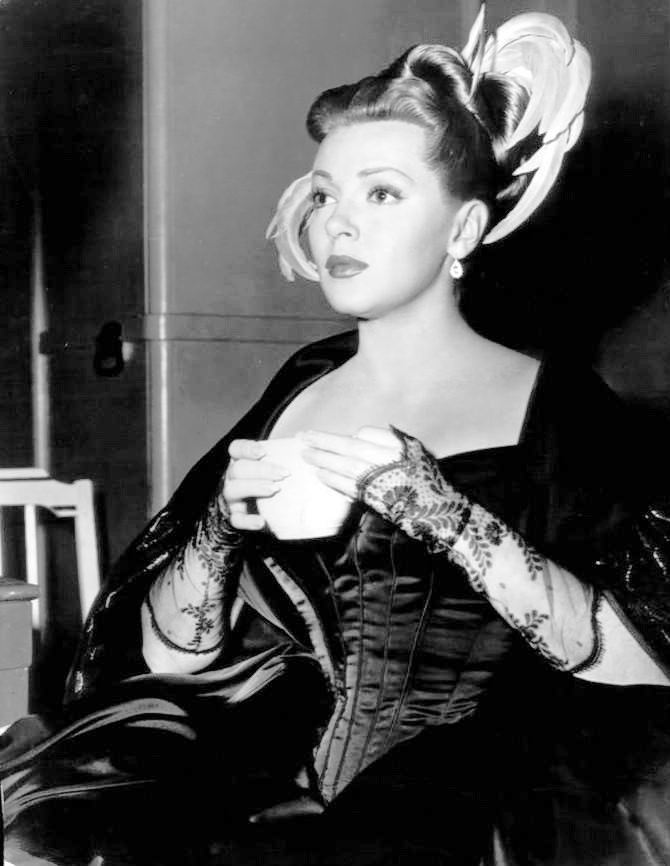
Lana Turner in een pauze tijdens de opnames van Green Dolphin Street

Green Dolphin Street is een film uit 1947 onder regie van Victor Saville. Het is een verfilming van het boek van Elizabeth Goudge.

## Verhaal
Sophie an Edmund zijn verliefd op elkaar, maar Edmund verlaat haar wanneer zij van haar ouders moet trouwen met Octavius. Sophie krijgt een dochter van hem; Marguerite. In de tussentijd krijgt Edmund ook een zoon, William. Marguerite wordt verliefd op William, net zoals Marianne, haar zus. Terwijl meubelmaker Timothy weer verliefd is op Marianne!

Op een nacht vraagt een dronken William aan Octavius of hij met zijn dochter mag trouwen. Maar hij zegt per ongeluk Marianne in plaats van Marguerite!

## Rolverdeling
| Acteur        | Personage           |
| ------------- | ------------------- |
| Lana Turner   | Marianne Patourel   |
| Van Heflin    | Timothy Haslam      |
| Donna Reed    | Marguerite Patourel |
| Richard Hart  | William Ozanne      |
| Frank Morgan  | Edmund Ozanne       |
| Edmund Gwenn  | Octavius Patourel   |
| Reginald Owen | Kapitein O'Hara     |
| Gladys Cooper | Sophie Patourel     |